# Jikki
P.G. Krishnaveni —coneguda artísticament com a Jikki, పి.జి. కృష్ణవేణి en telugu, àlies Jikki (జిక్కి)— (Chandragiri, prop de Tirupati, Andhra Pradesh, 3 de novembre de 1935 - Chennai, 15 d'agost de 2004) va ser una popular actriu i cantant índia de playback o reproducció. Va interpretar més de 10.000 cançons en telugu, tàmil, kannada, malayalam, hindi i singalès.
Va néixer a Chandragiri, prop de Tirupati, Andhra Pradesh filla de Gajapathi Naidu i Rajakanthamma. Els seus pares es van traslladar a Chennai per guanyar-se la vida. El seu oncle Naidu Devaraju, va treballar com a compositor amb el cèlebre artista, Gubbi Veeranna. Jikki començar la seva carrera com a artista infantil i va interpretar un personatge secundari en una pel·lícula anomenada "Panthulamma" dirigida per Guduvalli Ramabramham el 1943. El 1946, un cop més, va arribar a la pantalla gran participant en la pel·lícula de Hollywood "Excuse Me".

## Filmografia
1. Raja Desemparats (1949)
2. Palletoori Pilla (1950)
3. Shavukaru (1950)
4. Samsaram (1950)
5. Patala Bhairavi (1951)
6. Navvite Navaratnalu (1951)
7. Dharmadevata (1952 / I)
8. Palletooru (1952)
9. Aah (1953)
10. Bratuku Theruvu (1953)
11. Devadasu (1953)
12. Pardesi (1953)
13. Pratigna (1953 / I)
14. Rechukka (1954)
15. Todu Dongalu (1954)
16. Donga Ramudu (1955)
17. Rojulu Marayi (1955)
18. Anarkali (1955)
19. Ardhangi (1955)
20. Chiranjeevulu (1956)
21. Bhale Ramudu (1956)
22. Edi Nijam (1956)
23. Jayam Manadé (1956)
24. Kanakatara (1956)
25. Penki Pellam (1956)
26. Suvarna Sundari (1957 / I)
27. Maya Bazaar (Telugu, 1957)
28. Maya Bazaar (Tamil, 1957)
29. Bhale Bava (1957)
30. Panduranga Mahatyam (1957)
31. Sarangadhara (1957)
32. Todi Kodallu (1957)
33. Chenchu Lakshmi (1958 / I)
34. Mangalya Balam (1958)
35. Krishna Leelalu (1959)
36. Raja Makutam (1959 / I)
37. Pelli Kaanuka (1960)
38. Sahasra Siracheda Apoorva Chinthamani (1960)
39. Shantinivasam (1960)
40. Sri Venkateswara Mahatyam (1960)
41. Sri Seetha Branca Kalyanam (1961)
42. Batasari (1961)
43. Sabash Raja (1961)
44. Thirudathe (1961)
45. Bhishma (1962)
46. Gulebakavali Katha (1962)
47. Siri Sampadalu (1962)
48. Tirupathamma Katha (1963)
49. Renta Kusha (1963 / I)
50. Sampoorna Ramayanam (1971)
51. Shrimanthudu (1971)
52. Vattathukkul Chathuram (1978)
53. Aditya 369 (1991)
54. Seetharamaiah Gari Manavaralu (1991)
55. Ninne Pelladatha (1996)
56. Murari (2001)